# 豊橋市立羽田中学校
豊橋市立羽田中学校（とよはししりつはだちゅうがっこう）は愛知県豊橋市西羽田町にある公立中学校。

## 概要
豊橋市中心部の住宅街にある学校。クラス数は15（普通学級13、特別学級2）、生徒数は約440名。

## 沿革
- 1947年（昭和22年） - 豊橋市立西部第一中学校として創立。
- 1948年（昭和23年） - 豊橋市立羽田中学校に改称。

## 主な学校行事
- 牟呂用水清掃活動 - 近くを流れる用水路「牟呂用水」の清掃活動。2年生と花田小学校の4年生が参加する。
- 体育祭 - 5月上旬に行われる。
- 文化祭 - 教室一階や誠心館、体育館が開放され、それぞれ展示を見ることができる。午後には体育館にて有志のステージ発表がある。校訓の「雨ニモマケズ」より、これまでに2度シンガーソングライターの宇佐元恭一を招いている。

## 部活動
- 陸上部
- ソフトボール部
- ソフトテニス部
- バスケットボール部
- バレーボール部
- 水泳部(2022年夏に廃部・2025年夏に復活)
- 剣道部
- オーケストラ部
- 手芸部
- 美術部
- 軟式野球部
- 駅伝部

## 所在地
- 〒441-8081　愛知県豊橋市西羽田町43番地1

## アクセス
- JR東海・名鉄
  - 豊橋駅西口より徒歩15分